# Almoster (Santarém)
Almoster is een plaats (freguesia) in de Portugese gemeente Santarém en telt 1827 inwoners (2001).